# 월드 사커 위닝 일레븐 2010
《월드 사커 위닝 일레븐 2010》(World Soccer: Winning Eleven 2010, PES 2010, 프로 에볼루션 사커 2010, Pro Evolution Soccer 2010)은 위닝 일레븐 시리즈 중 아홉 번째 축구 비디오 게임이다. 이 게임은 소니의 플레이스테이션 2, 플레이스테이션 3, 플레이스테이션 포터블, 마이크로소프트의 엑스박스 360, 윈도우, 닌텐도의 Wii, 휴대전화용으로 출시되었으며 코나미가 개발, 배급하였다.
이 게임은 2009년 4월 8일 발표되었으며 PC, PS3, 엑스박스 360 버전용 플레이 가능 데모는 2009년 9월 17일에 출시되었다. 게임 자체는 유럽에서 2009년 10월 23일에 출시되었다.
리오넬 메시(FC 바르셀로나 아르헨티나 선수)가 이 게임의 주인공이다. 스페인 리버풀 FC 선수인 페르난도 토레스와 나란히 커버를 장식하고 있다.
이 게임은 2010년 6월 iOS용으로 출시되었다.

## 평가
이 게임은 긍정적인 평가를 받았다.

## 기타 에디션
- World Soccer: Winning Eleven 2010 - Arcade Championship
- World Soccer: Winning Eleven 2010 - Aoki Samurai no Chousen